# Профана архитектура
Профана зграда (из lat. „profan“ = световни, нецрквени, несвети) је зграда, грађевина за световне (секуларне) сврхе. Реч је уведена у употребу у уметности и архитектури за означавање грађевина које не служе за религиозне сврхе супротно од сакралне зграде. Примери за профане зграде су Музеји, зграде скупштина, универзитетске зграде, или станичне зграде.